# Deutsche Poolbillard-Meisterschaft 1998 (Damen)
Die Deutsche Poolbillard-Meisterschaft 1998 war die 18. Austragung zur Ermittlung der nationalen Meistertitel der Damen in der Billardvariante Poolbillard. Sie wurde vom 28. Juli bis 2. August 1998 in Selm ausgetragen.
Es wurden die Deutschen Meisterinnen in den Disziplinen 14/1 endlos, 8-Ball, 9-Ball und 8-Ball-Pokal ermittelt.

## Medaillengewinner
| Disziplin    | Gold                           | Silber                           | Bronze                        | Bronze                  |
| ------------ | ------------------------------ | -------------------------------- | ----------------------------- | ----------------------- |
| 14/1 endlos  | Daniela Husseneder (München)   | Birgit Reimann (Bremen)          | Natascha Niermann (Eversburg) | Daniela Benz (Bensheim) |
| 8-Ball       | Franziska Stark (Schwetzingen) | Sylke Falkus (Castrop)           | Daniela Husseneder (München)  | Karin Mayet (München)   |
| 9-Ball       | Ilona Bernhard (Worms)         | Franziska Stark (Schwetzingen)   | Daniela Husseneder (München)  | Karin Mayet (München)   |
| 8-Ball-Pokal | Karin Bogs (Rheinhausen)       | Britta Görlitz (PBC Schwerte 87) | Susanne Wessel (Castrop)      | Ulrike Kalb (Fulda)     |